# ’O sole mio
«’O sole mio» (неаполит. «Моё солнце») — неаполитанская песня, написанная в 1898 году Эдуардо ди Капуа (музыка) и Джованни Капурро (слова). Впоследствии была переведена на множество языков, где стала известна под другими названиями.

## Авторы песни
Слова песни были написаны Джованни Капурро. Музыку к этим словам сочинил Эдуардо ди Капуа в 1898 году, будучи в Одессе, где в то время его отец гастролировал со своим оркестром.
Хотя существуют версии на других языках, как правило, песня исполняется на неаполитанском диалекте итальянского языка, на языке оригинала. Название песни переводится как «Моё солнце» (а не «О, моё солнце»; в неаполитанском языке 'o — определённый артикль мужского рода, соответствующий итальянскому il, португальскому o или английскому the).

## Исполнители

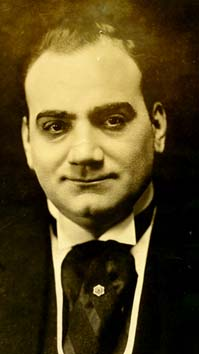
Энрико Карузо

Эту песню исполняли Энрико Карузо, Беньямино Джильи, Марио Ланца, Франко Корелли, Кристофер Ли, Далида, Хосе Каррерас, Лучано Паваротти, Пласидо Доминго, Робертино Лоретти, Андреа Бочелли, Патрицио Буанне, Муслим Магомаев, Александр Градский, Анатолий Соловьяненко, Карел Готт, Сергей Пенкин, Хор Турецкого.

## Версии на английском языке
В 1949 году американский певец Тони Мартин впервые исполнил песню на английском языке под названием «There’s No Tomorrow». В 1960 году свою версию под названием «It’s Now or Never» записал Элвис Пресли; ещё находясь на службе в ФРГ в 1959 году Пресли часто исполнял на домашних концертах «There’s No Tomorrow», но когда пришло время записи песни в студии в апреле 1960 года, поэты-песенники Аарон Шрёдер и Уолли Голд специально написали новый текст для Пресли. Вышедший в июле 1960 г. сингл «It’s Now or Never» возглавил хит-парад в нескольких странах, включая США и Великобританию; было распродано более 10 миллионов экземпляров. Помимо «'O sole mio» Пресли в начале 1960-х гг. записал ещё несколько неаполитанских песен («Вернись в Сорренто» и «Санта Лючия»). Также на эту мелодию свою версию под названием «Come rock with me» в 1957 году исполнил Билл Хейли.

## Статус с лицензией
Песня не является безлицензионным всеобщим достоянием, так как судья в Турине заявил, что Альфредо Маццукки (1879—1972) является третьим соавтором песни. Песня защищена лицензией до 2042 (70 лет после смерти вышеупомянутого соавтора).

## В кино, телевидении и медиа
- Версия песни на английском языке использовалась длительное время на английском телевидении для рекламы мороженого «Корнетто».
- Известна байка о том, что во время Олимпийских игр 1920 в Антверпене, из-за отсутствия нот итальянского гимна, вместо него исполнили «'O Sole Mio»[4].
- В бразильском сериале «Земля любви» песня являлась одной из главных музыкальных тем.
- В СССР песня стала известна благодаря мультсериалу "Ну, погоди!".